# Henning Gravrok
Henning Gravrok (Harstad, 19 maart 1948) is een Noors leraar, jazzmusicus (saxofoon) en muziekpedagoog. Vanaf 1975 is hij een centrale persoon geweest in het jazzmilieu in Tromsø en Bodø.
In Tromsø was hij lid van Hei og Hå (1975-79) en Heraklium (1976-78), speelde hij in het kwartet van Inge Kolsvik (1979-80), in het Fusion Band (1980-81) en in het kwintet van Kjell Svendsen (1981-83), het kwintet van Øystein Norvoll en Synk (1983-84). Hierna heeft hij deelgenomen in een orkest van Nord-Norge (Bossa Nordpå) naast spelen in de band van Marit Sandvik.
Het albumdebuut van Gravrok  was als lid van de kwintet van Thorgeir Stubø in (1981). In Bodø leidde hij het Bodø Big Band en de "Ad Lib Jazzklubb". Voor het album Minner om i morgen (1991) kreeg hij hetzelfde jaar de Stubøprisen. Met zijn eigen band, het Henning Gravrok Band, nam hij Hyss (Euridice, 1996) en Ord met teksten van Rolf Jacobsen (Tylden, 1999) op. In 2006 kwam Sense (Turn Left Productions, 2006), met Eivind Valnes op piano, Rune Nergård op bas, Børge Petersen-Øverleir op gitaar en Andreas Håkestad op drums.
Als componist heeft hij bijgedragen met werken voor de Festspillene i Nord-Norge (1980, 1989) en het 175-jarige jubileum van  Bodø in 1991. In 1998 werd hem de Nordlysprisen uitgereikt, en verder heeft hij muziek gemaakt bij de door Ole Rølvåg geschreven  romanserie «Peder Seier» die op het Nordland Teater in 2006 werd gespeeld.
- International Standard Name Identifier: 0000 0003 6406 9384
- MusicBrainz: 297062a2-01ee-45d4-b350-272545738a73
- Virtual International Authority File: 227362741